# Anomaloplectron lineatipenne
Anomaloplectron lineatipenne is een insect uit de familie van de mierenleeuwen (Myrmeleontidae), die tot de orde netvleugeligen (Neuroptera) behoort. 
Anomaloplectron lineatipenne is voor het eerst wetenschappelijk beschreven door Esben-Petersen in 1918.